# نبرد رمانه

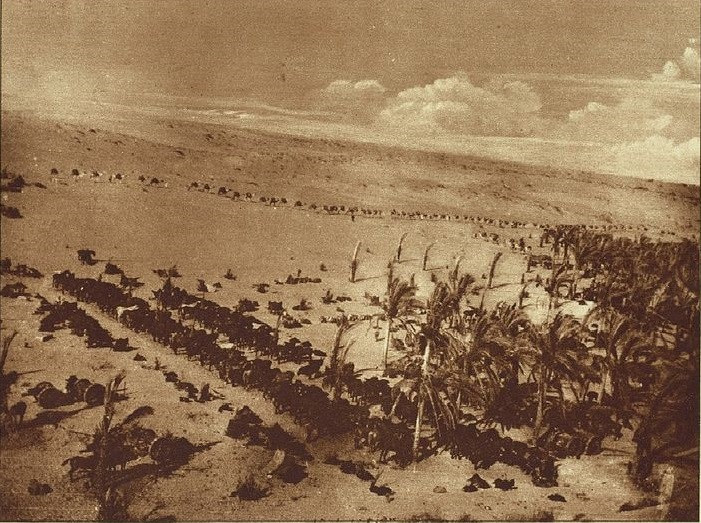
نیروی‌های بریتانی در نبرد مارنه

نبرد رمانه درگیری بین ۳ تا ۵ اوت ۱۹۱۶ است، که آخرین حمله زمینی صورت گرفته به کانال سوئز در طول جنگ جهانی اول به حساب می‌آید.

## هدف نبرد
در این نبرد کانال سوئز که تحت تسلط انگلیسی‌ها بود، هدف حمله قرار گرفت تا با تصرف و تسلط آن توسط نیروهای آلمانی، خط ارتباطی بریتانیا با مستعمرات خود در آسیا قطع شود.

## نتیجه جنگ

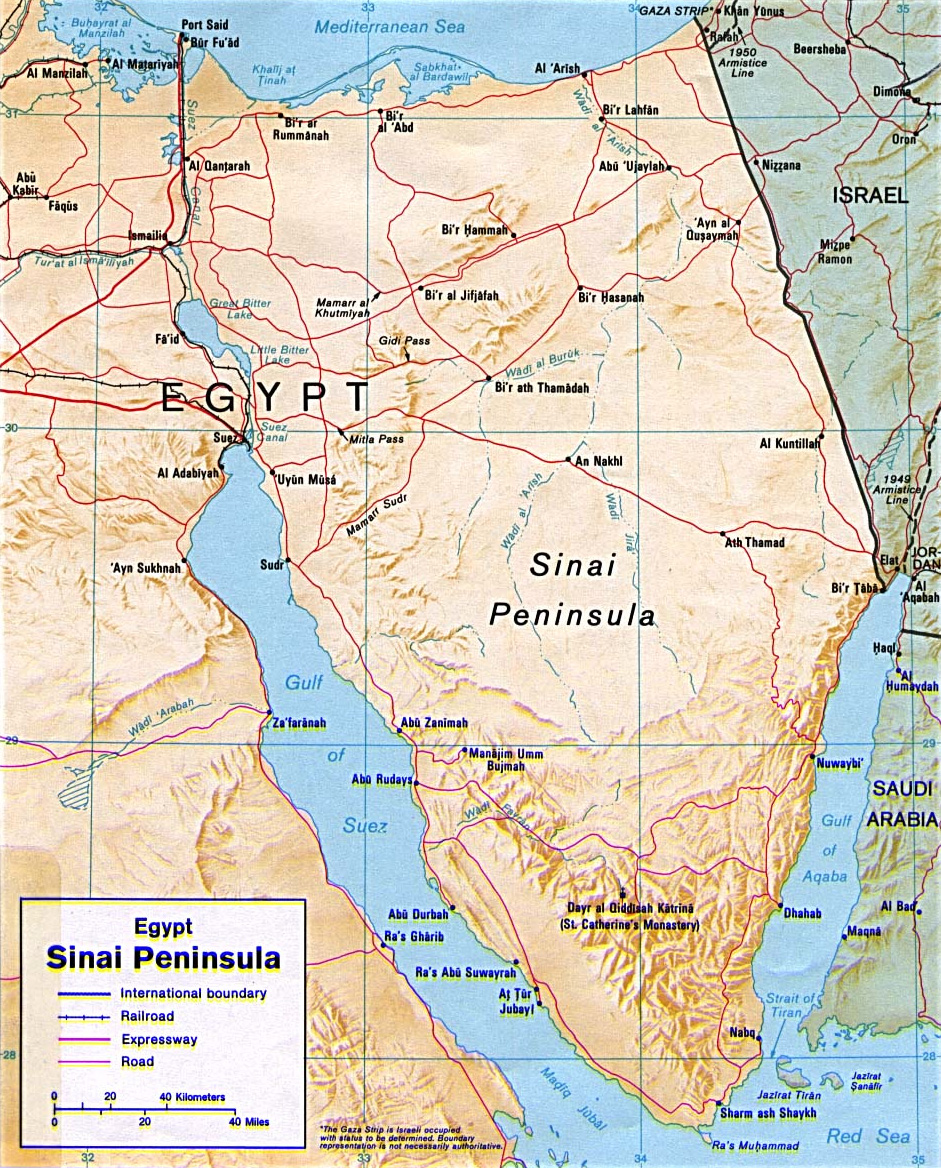
کانال سویز صحرا سینا

این نبرد باعث شکست قوای متحد عثمانی و امپراتوری آلمان شد و منجر به عقب‌نشینی عثمانی تا غزه گردید.